# Carta de apresentação
A Carta de Apresentação, também conhecida como carta de capa ou carta motivacional, é uma carta de introdução, geralmente anexada ao curriculum vitæ (CV).

## Conceito
Candidatos a emprego frequentemente enviam uma carta de apresentação junto com seu CV ou formulário de emprego como uma forma de se introduzirem aos potenciais empregadores explicando por que devem ser contratados para aquela vaga de emprego.
Outra utilidade das cartas de apresentação é introduzir um artigo a ser submetido em uma revista científica.

### Composição detalhada
Cartas de Apresentação são geralmente de no máximo uma página, dividida em cabeçalho, introdução, corpo e fechamento, conforme abaixo:
- Cabeçalho. Cartas de Apresentação usam o estilo padrão de carta de negócio, com o endereço do remetente, outras informações de contato, e a data de envio depois do endereço do remetente ou destinatário. Em seguida há uma seção de referência opcional (ex. "RE: Oportunidade de Trabalho na IBM") e uma nota opcional de meio de transmissão (ex. "Via Email para emprego@exemplo.com"). A parte final do cabeçalho é uma saudação (ex., "Prezado Contratante").
- Introdução. A introdução brevemente fala da posição desejada, e deve ser feita para obter a atenção do empregador.
- Corpo. O corpo destaca ou amplifica o conteúdo do CV ou formulário de emprego, e explica porque o candidato está interessado na vaga e porque será valioso para o empregador. Inclusive, o conteúdo discutido normalmente inclui habilidades, qualificações, e experiência. Se houver qualquer coisa especial para ressaltar como data de disponibilidade, também deve ser incluído.
- Fechamento. O fechamento conclui a carta e indica o que o candidato pensa em fazer a seguir. Pode indicar que o candidato pretende contatar o empregador, entretanto muitos dizem que deve usar uma abordagem mais indireta como simplesmente dizendo que esperará ansiosamente por uma resposta do ou para uma entrevista com o empregador. Após o fechamento há uma despedida ("Atenciosamente"), e então a assinatura. Opcionalmente, a abreviação "ENCL" pode indicar que há anexos.